# Восточнославянские языки
Восточнославя́нские языки́ — группа в составе славянской ветви индоевропейской языковой семьи. Распространены в Восточной Европе и в северной части Азии. Живыми языками этой группы являются белорусский, русинский, русский и украинский языки. Предком всех языков восточнославянской группы считается древнерусский язык, существовавший до XIII—XIV веков (отдельные исследователи придерживаются теории, что древнерусский язык был письменно-литературным, а формирование восточнославянских языков связано с распадом праславянского языка).

## Классификация

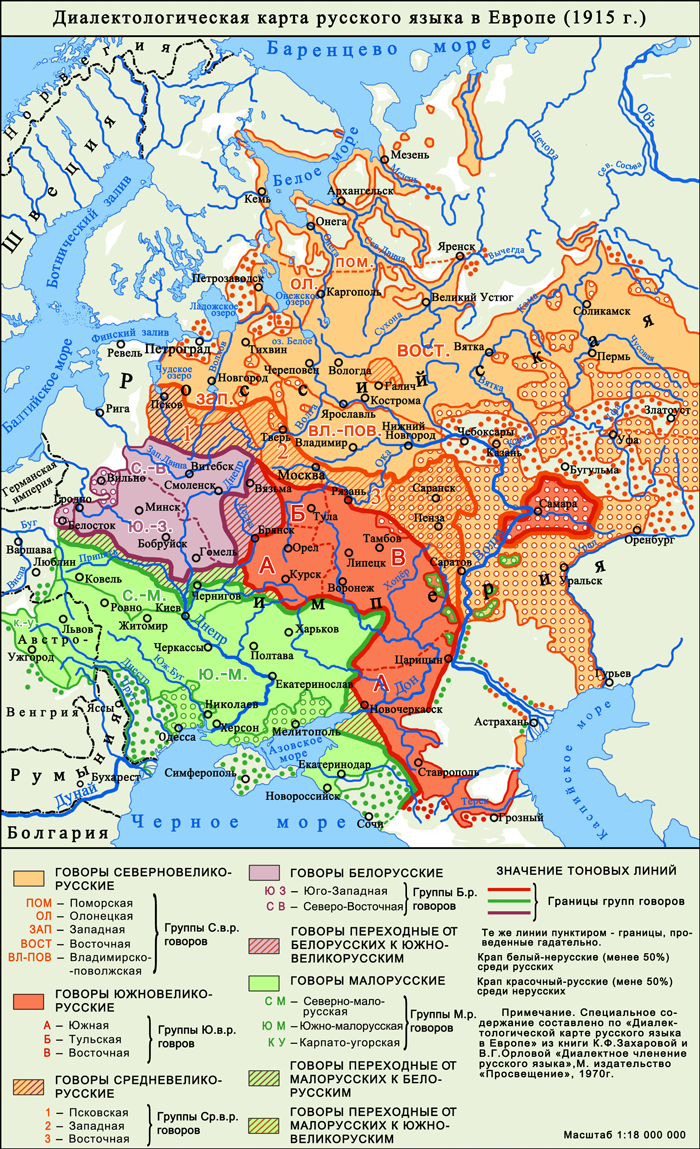
Карта восточнославянских (мало-, бело- и двух наречий великорусского) языков 1915 года, составленная Московской диалектологической комиссией

К современным восточнославянским языкам относятся белорусский, русский и украинский, Также иногда в качестве четвёртого живого языка восточнославянской группы рассматривают русинский язык, который обычно считают диалектом, статус которого в качестве самостоятельного языка является предметом научной дискуссии. Мёртвыми восточнославянскими языками являются: общий предок всех языков группы — древнерусский; письменный язык Великого княжества Литовского — западнорусский язык, а также имевший свои характерные особенности древненовгородский диалект.

## Особенности
Восточнославянские языки отличаются от остальных славянских групп следующими особенностями:

### Фонетика
В X веке были утрачены носовые гласные «о» и «е» (ǫ, ę), изменившиеся в «у» и «’а».
Праславянские сочетания *or, *ol, *er, *el развились в полногласные сочетания -оро-, -оло-, -ере-, -ело- в позиции между согласными. Пример: рус. «город», «болото», «молоко», «берег», бел. «горад», «малако», «бераг» соответствует пол. gród, błoto, mleko, brzeg, ст.‑слав. «градъ», «блато», «млѣко», «брѣгъ».
Начальному восточнославянскому o- в южно- и западнославянских языках регулярно соответствует сочетание je-. Пример: рус. «один», «озеро», «олень», бел. «адзін», «возера», «алень», укр. «один», «озеро», «олень» при болг. «един», «езеро», «елен», чеш. «jeden», «jezero», «jelen».
В древнерусском языке первоначально имелся общеславянский звонкий взрывной заднеязычный согласный g, который сохранился в литературном русском языке («г»), а в украинском и белорусском языках (и южнорусских диалектах) перешёл в звонкий фрикативный заднеязычный γ; по Ю. В. Шевелёву, данный переход имел место во 2-й половине XII — начале XIII вв. (Р. И. Аванесов, однако, датирует указанный переход XI — 1-й половиной XII в.), а в XVI веке в украинском языке этот звук перешёл в звонкий фрикативный глоттальный ɦ. Среди западнославянских аналогичный переход (но протекавший независимо и в иное время) произошёл в чешском, словацком и верхнелужицком языках.
Праславянские сочетания *tj, *dj развились в согласные «ч», «дж» (в русском языке упростившееся до «ж»), в отличие от «шт», «жд» у южных славян и «ц», «дз» у западных славян. Пример: рус. свеча, рожаю, укр. свічка, народжую, бел. свечка, нараджаю соответствуют пол. świeca, rodzę, ст.‑слав. свѣшта, рождаѭ. Сочетания *stj, zdj закономерно дали «шч» («щ»), «ждж», сохранившиеся в украинском и белорусском языках и упростившиеся до /ш:/, /ж:/ в русском.
Из праславянских сочетаний губных согласных с j в во всех позициях последовательно развилось эпентетическое «л». В западнославянских оно присутствует только в начальной позиции, а в южнославянских развилось непоследовательно. Пример: рус. плюю, земля соответствует пол. pluję, ziemia.

#### Судьба редуцированных
В период XII—XIII веков праславянские редуцированные — гласные «ъ» и «ь» были утрачены. Общим для всех восточнославянских языков было выпадение «ъ» и «ь» в слабых позициях и их последовательный переход в «о» и «е» в сильных:
- др.-рус. сънъ > рус. укр. бел. сон
- др.-рус. съна > рус. укр. бел. сна
- др.-рус. пьнь > рус. укр. бел. пень
- др.-рус. пьня > рус. укр. бел. пня

Судьба этих же звуков в позициях перед [j] и после «р», «л» без ударения, так называемых напряжённых редуцированных «ы̌», «и̌», разнилась в русском языке с одной стороны и в белорусском и украинском с другой.
- В будущем русском языке они слились с ненапряжёнными во всех случаях: др.-рус. ши̌я, мы̌ю, трьвога, глътати > рус. шея, мою, тревога, глотать.
- В будущем украинском и белорусском языках они слились с гласными полного образования «ы», «и»: др.-рус. ши̌я, мы̌ю, трьвога, глътати > укр. шия, мию, тривога, глитати, белор. шыя, мыю, трывога, глытаць.

В дальнейшем результаты падения и вокализации редуцированных были затемнены более поздними фонетическими процессами, такими, как совпадение «ы» и «и» (в украинском языке), отвердение шипящих и «р» (в белорусском языке), частичный переход ['е] > ['о] (во всех трёх языках). Южнославянское влияние в русском языке привело к замене в некоторых случаях безударных «о» (< «ы̌»), «е» (< «и̌») в «ы», «и»: старый, крайний.
Праславянское и древнерусское *jь- в начальном слоге давало напряжённый редуцированный, изменявшийся по общим правилам в украинском и белорусском языках, но перешедший в «и» в русском языке: праслав. *jьstina, *jьměti > рус. истина, иметь, укр. істина, мати, бел. ісціна, мець.
В украинском языке произошло изменение исконных «о», «е» в слоге, ставшем закрытым после утраты слабых «ъ», «ь» в последующем слоге: «о», «е» удлинились и дифтонгизировались: «конь» > «ко̄нь» > «куо͡нь» (с дальнейшим изменением дифтонга в «и»: «кінь»).

### Лексика
Основная часть лексики восточнославянских языков унаследована из праславянского языка, но, кроме этого, обнаруживаются и специфические восточнославянские элементы, не свойственные южнославянским и западнославянским языкам, а также слова, возникшие в относительно поздние эпохи в отдельных восточнославянских языках. В лексике восточнославянских языков встречаются также заимствования из тюркских, финно-угорских, самодийских, балтийских, иранских, различных германских (готского, древнескандинавского), кавказских и некоторых других. В русском языке отмечаются древние заимствования — из западноевропейских языков (прежде всего французского, немецкого, в новое время — английского языка). В украинском и белорусском языках отражается значительное влияние польской лексики.

## История
|                                                                     |  |                                                         |  |                                                            |  |                                                             |  |
| Восточнославянские языки в Российской империи по переписи 1897 года |  | Русский язык в Российской империи по переписи 1897 года |  | Украинский язык в Российской империи по переписи 1897 года |  | Белорусский язык в Российской империи по переписи 1897 года |  |

История современных восточнославянских языков начиная с XI века легко прослеживается по сохранившимся письменным памятникам. Современные восточнославянские языки восходят к одному источнику — древнерусскому языку.
В XI веке все восточные славяне входили в состав Древнерусского государства. На территории, занимаемой восточными славянами, начал образовываться единый древнерусский язык. Разговорный древнерусский язык имел территориальные диалекты, отличавшиеся своими фонетическими, лексическими и морфологическими чертами.
В конце XII — начале XIII века Киевское государство распалось, вследствие чего прекратился процесс образования единого древнерусского языка. На основе его отдельных территориальных диалектов с XIV века начинается образование самостоятельных родственных восточнославянских языков, ставших в итоге русским, белорусским и украинским языками.

### Литературные языки
Русский литературный язык пережил многовековое и сложное становление. Он вобрал в себя народные элементы и элементы старославянского языка, испытав при этом влияние многих европейских языков.
Украинский литературный язык развился на основе средненадднепрянского говора Центральной Украины, также вобрав в себя многие элементы других диалектов украинского языка. Зачинателем украинского литературного языка считается Иван Петрович Котляревский, использовавший в написанной в 1798 году поэме «Энеида» материал народных говоров Полтавщины.
В основе современного белорусского литературного языка лежат прежде всего разновидности среднебелорусских говоров, распространённые вокруг Минска.

## Письменность
С конца X века восточные славяне в связи с распространением христианства получили письменность, пришедшую из Болгарии. В XI—XII вв. крайне редко встречались надписи глаголицей (Церковь Благовещения на Городище, Софийский собор в Новгороде). Современные восточнославянские языки используют алфавиты на основе кириллицы.
Восточнославянские признаки обнаруживаются уже в памятниках старославянского языка XI века: Остромировом Евангелии и Новгородском кодексе.
Известны берестяные грамоты — памятники письменности Древней Руси XI—XV вв.